# Tadeusz Zastawniak
Tadeusz Michał Zastawniak (ur. 29 sierpnia 1907 w Gdowie, zm. 16 lutego 1956 w Krakowie) – polski piłkarz, pomocnik. Długoletni piłkarz Cracovii. Brat Franciszka i Stanisława.
Zawodnikiem Cracovii został w 1924. Dwukrotnie zdobywał tytuł mistrza Polski (1930, 1932), w pierwszym mistrzowskim zespole miał niepodważalną pozycję. Karierę zakończył w 1933. Później pracował jako trener, także w Cracovii.
W reprezentacji Polski debiutował 2 października 1925 w meczu ze Turcją, ostatni raz zagrał w 1928. Łącznie w biało-czerwonych barwach rozegrał 8 oficjalnych spotkań.